# Tacora saturata
Tacora saturata är en insektsart som beskrevs av Young 1977. Tacora saturata ingår i släktet Tacora och familjen dvärgstritar. Inga underarter finns listade i Catalogue of Life.